# Puente de Kelvin
Un puente de Kelvin, también llamado puente de Kelvin doble y en algunos países Puente de Thomson, es un instrumento de medición utilizado para medir resistores eléctricos desconocidos menores a 1 ohmio. Es específicamente diseñado para medir resistores construidos como resistores de cuatro terminales.

## Antecedente
Resistores mayores a 1 ohmio  pueden ser medidos utilizando una variedad de técnicas, como un ohmmetro o utilizando un Puente de Wheatstone En tales resistores, la resistencia de los cables de conexión o las terminales son insignificantes comparados al valor de resistencia. Para resistores de menos de un ohmio, la resistencia de los cables se vuelve significativa, y las técnicas de medida convencionales los incluyen en el resultado.
Para superar los problemas de estas resistencias indeseadas (conocidos como "resistencia parásita"), resistores de valor muy bajo y particularmente resistores de precisión y amperímetros tipo shunt de alta corriente  se construyen como resistencias de cuatro terminales. Estas resistencias tienen un par de terminales de corriente y un par de potencial o terminales de voltaje. En uso, una corriente circula entre las terminales de corriente, pero la caída de tensión en el resistor es medido en las terminales de voltaje. La caída de tensión medida será completamente debida al resistor propiamente, ya que la resistencia parásita de las terminales de corriente no son incluidas en el circuito de tensión. Para medir tales resistencias, se requiere un circuito de puente diseñado para trabajar con resistencias de cuatro terminales. Ese puente es el puente de Kelvin  .

## Principio de operación

Esquema del circuito puente de Kelvin

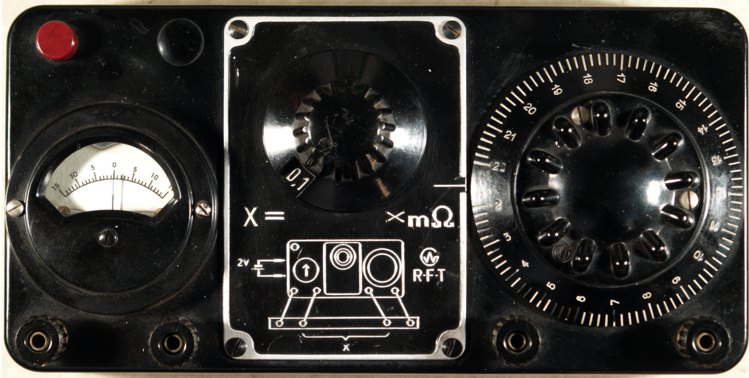
Un Puente de Kelvin comercial

La operación del puente de Kelvin es muy similar al puente de Wheatstone, pero utiliza dos resistores adicionales. Los resistores R1 y R2 están conectados a las terminales de voltaje exteriores de las cuatro terminales conocidas o resistor estándar Rs y el resistor desconocido Rx (identificado como P1 y P′1 en el esquema). Los resistores Rs, Rx, R1 y R2 son esencialmente un puente de Wheatstone. En este arreglo, la resistencia parásita de la parte superior de Rs y la parte baja de Rx es exterior del de la de medición de potencial puente y por tanto no es incluido en la medición. Sin embargo, el enlace entre Rs y Rx (Rpar) está incluido en la parte de medida potencial del circuito y por tanto puede afectar la exactitud del resultado. Para superar esto, un segundo par de resistores R′1 y R′2 forma un segundo par brazos del puente (de ahí el nombre "puente doble') y está conectado a las terminales potenciales interiores de Rs y Rx (identificados como P2 y P′2 en el esquema). El detector D está conectado entre el cruce de R1 y R2 y el cruce de R′1 y R′2.
La ecuación de equilibrio de este puente está dada por la ecuación
{\displaystyle {\frac {R_{x}}{R_{s}}}={\frac {R_{2}}{R_{1}}}+{\frac {R_{\text{par}}}{R_{s}}}\cdot {\frac {R'_{1}}{R'_{1}+R'_{2}+R_{\text{par}}}}\cdot \left({\frac {R_{2}}{R_{1}}}-{\frac {R'_{2}}{R'_{1}}}\right)}
En un circuito de puente práctico, la proporción de R′1 a R′2 está arreglado para que sea igual a la proporción de R1 a R2 (y en la mayoría de los diseños, R1 = R′1 y R2 = R′2). Como resultado, el último término de la ecuación de arriba se vuelve cero y la ecuación de equilibrio se convierte en
{\displaystyle {\frac {R_{x}}{R_{s}}}={\frac {R_{2}}{R_{1}}}}
Re ordenando para despejar Rx
{\displaystyle R_{x}=R_{2}\cdot {\frac {R_{s}}{R_{1}}}}
La resistencia parásita Rpar ha sido eliminada de la ecuación de equilibrio y su presencia no afecta el resultado de medida. Esta ecuación es igual en cuanto a la funcionalidad equivalente al puente de Wheatstone.
En el uso práctico la magnitud de la fuente B, puede ser ajustado para proporcionar corriente a través de Rs y Rx en o cerca  a las corrientes de operación nominales del resistor más pequeño. Esto contribuye a errores más pequeños en la medición. Esta corriente no fluye a través del puente de medición en si. Este puente también puede ser utilizado para medir resistores del diseño más convencional de dos terminales. Las conexiones de potencial del puente son conectados tan cerca de las terminales de resistor como sea posible. Cualquier medida entonces excluirá toda resistencia del circuito que  no estén dentro de las dos conexiones potencial.

## Exactitud
La exactitud de medidas hechas al utilizar este puente depende de un número de factores. La exactitud del resistor estándar (Rs) es de suma importancia. También es importante es qué cercana la proporción de R1 a R2 es a la proporción de R′1 a R′2.  Como se muestra arriba, si la proporción es exactamente igual, el error causado por la resistencia parásita (Rpar) es completamente eliminado. En un puente práctico, el objetivo es hacer esta proporción tan cercana como sea posible, pero no es posible hacerlo exactamente igual. Si la diferencia en proporción es bastante pequeña, entonces el último término de la ecuación de equilibrio encima se vuelve tan pequeño que es insignificante. La exactitud de la medida es también aumentada fijando la corriente que  fluye a través de Rs y Rx, para que sea tan grande como estos resistores lo permitan. Esto da la mayor diferencia potencial más grande entre las conexiones potenciales (R2 y R′2) a aquellos resistores y consecuentemente el voltaje suficiente para que el cambio en R′1 y R′2 tenga su mayor efecto.
Hay algunos puentes comerciales que logran exactitudes mejores que el 2% para el rango de resistencias entre 1 microohm a 25 ohmios. Uno de este tipo esta ilustrado más arriba.
Puentes de laboratorio son normalmente construidos resistores variables de alta precisión en las dos ramas potenciales del puente y consiguen exactitudes suficientes para calibrar resistores estándar. En una aplicación, el resistor estándar (Rs) en realidad será un tipo sub-estándar (aquello será un resistor con una exactitud 10 veces superior que la exactitud requerida del resistor estándar a ser calibrado). Para tal uso, el error introducido por la diferencia de la proporción en las dos ramas de potenciales significaría que la presencia de la resistencia parásita Rpar podría tener un impacto significativo en la alta exactitud requerida. Para minimizar este problema, las conexiones de corriente del estándar (Rx); el sub-resistor estándar (Rs) y la conexión entre ellos (Rpar) es diseñado para tener tan baja resistencia como sea posible.
Algunos ohmmetros incluyen puentes de Kelvin para obtener amplios rangos de medición. Instrumentos para medir valores sub-ohmios son a menudo referidos como ohmmetros de baja resistencia, mili-ohmmetros, micro-ohmmetros, etc.

## Lectura futura
- Northrup, Edwin F. (1912), "VI: La Medida de Resistencia Baj", Northrup, Edwin F. (1912), «VI: The Measurement of Low Resistance», Methods of Measuring Electrical Resistance, McGraw-Hill, pp. 100-131., McGraw-Cerro, pp.
- Jones, Larry D.; Barbilla, Un. Adoptivo (1991), Jones, Larry D.; Chin, A. Foster (1991), Electrical Instruments and Measurements, Prentice-Hall, ISBN 978-013248469-5., Prentice-Sala,

- Datos: Q888272
- Multimedia: Thomson bridge / Q888272